# Dschazīrat Hālūl
Dschazīrat Hālūl (Insel Halul), arabisch جزيرة حالول, DMG Ǧazīrat Ḥālūl, kurz Halul, ist die östlichste Insel des Staates Katar am Persischen Golf. Sie gehört verwaltungsmäßig zur Hauptstadt Doha, obwohl sie weit nördlicher auf Höhe der Stadt al-Chaur liegt.
Mit ihrer Lage 81 Kilometer östlich der Landspitze Ra’s Abū Qarn (رأس أبو قرن) ist Halul die am weitesten vom katarischen Festland entfernte Insel. Die nächstgelegene Landmasse ist die 72 Kilometer südöstlich gelegene und zum Emirat Abu Dhabi gehörige Insel Das. Halul ist kahl und hügelig und erreicht eine Höhe von 61,6 Metern.

## Geschichte
Im Gazetteer of the Persian Gulf, Oman and Central Arabia (1908–1915) wird die Insel noch als zum Emirat Abu Dhabi gehörig bezeichnet.
Die umstrittene Insel wurde von der britischen Schutzmacht im März 1962 dem Scheichtum Katar zugeschlagen.

## Ölfelder
Vier Ölfelder liegen in den flachen Gewässern des Persischen Golfs südöstlich und südlich von Halul, nämlich Maydan Mahzam (Maydan Mahazam, Maydān Mahzam, مَيْدَان مَهْزَم)
13,7 km ostsüdöstlich, Bu al Hanin (Bul Hanine, Bū al Ḩanīn, بُو اَلْحَنِين)
37 km südöstlich, Idd ash Sharqi (‘Idd ash Sharqī, عِدّ اَلشَّرْقِي)
18 km südsüdwestlich, und South Dome 32 km südsüdwestlich. Al Khalij liegt etwa 35 km nordöstlich von Halul. Das Ölfeld Rostan liegt etwa 48 km nordöstlich von Halul, und das Ölfeld Rakhsh 24 km ostnordöstlich von Rostan.